# Chloreuptychia chlorimene
Espèce
Chloreuptychia chlorimene est une espèce de papillons de la famille des Nymphalidae et de la sous-famille des Satyrinae et du genre Chloreuptychia.

## Dénomination
Chloreuptychia chlorimene a été décrit par Jacob Hübner en 1819 sous le nom d' Euptychia chlorimene.
Synonyme : Papilio chloris Cramer, [1780].

### Sous-espèces
Chloreuptychia chlorimene agathina (Weymer, 1911).

### Nom vernaculaire
Chloreuptychia chlorimene se nomme Hübner's Blue Ringlet en anglais.

## Description
Chloreuptychia chlorimene est un papillon d'une envergure d'environ 38 mm aux ailes translucides avec sur le dessus les ocelles de la face ventrales visibles en transparence et la partie proche de l'abdomen des ailes postérieures des mâles bleu foncé.
Le revers est bleuté avec trois bandes marron, basale, discale et postdiscale, un ocelle noir cerné de jaune doublement pupillé à l'apex des ailes antérieures et une ligne d'ocelles cernés de jaune dont les deux proches de l'apex et le gros proche de l'angle anal sont noir et doublement pupillés aux ailes postérieures.

## Biologie
Chloreuptychia chlorimene vole toute l'année.

## Écologie et distribution
Chloreuptychia chlorimene est présent en Équateur, au Surinam et en Guyane,.

### Biotope
Chloreuptychia chlorimene réside dans la forêt humide.

### Protection
Pas de statut de protection particulier